# Václav Havel (matematik)
Václav Jaromír Havel (* 17. prosince 1927 Praha) je český matematik a vysokoškolský pedagog.

## Dílo
Je známý jako tvůrce tzv. Havlova algoritmu (v zahraniční literatuře znám jako Havel-Hakimi algoritmus), který řeší jeden z problémů teorie grafů. Havel jej zveřejnil v roce 1955. V roce 1962 stejný algoritmus zveřejnil i Seifollah Louis Hakimi.